# لحلاح ملتبس
اللحلاح الملتبس (باللاتينية: Colchicum confusum) نوع نباتي يتبع جنس اللحلاح من الفصيلة اللحلاحية.

## الموئل والانتشار
موطنه اليونان.

## الوصف النباتي
اللحلاح عشب معمر له جعثن (كورمة) (ونادراً رئد (بالإنجليزية: Stolon)‏)، بيضية الشكل، وتغطي الجعثن حراشف بنية، ويتشكل سنويا جعثن جديد. له أربعة أوراق قاعدية خيطية تتشكل في الربيع. النورة عنقودية تزهر في الخريف. والثمرة كبسولة ثلاثية الحجرات تنضج في بداية الصيف.